# El Salvador en la clasificación de Concacaf para la Copa Mundial de Fútbol de 1982
La selección de fútbol de El Salvador fue uno de los dieciséis equipos nacionales que participaron en la Clasificación de Concacaf para la Copa Mundial de Fútbol, en la cual definieron representantes para la Copa Mundial de Fútbol de 1982 que se desarrollaría en España.
El Salvador inició el camino el 24 de agosto de 1980 ante la débil Panamá, donde los venció en ambos juegos por 3-1 y 4-1. Luego se toparon a Costa Rica, pero la selección tica no se presentó al Estadio Cuscatlán de San Salvador, deduciendo que no habían "suficientes garantías de seguridad", ante la guerra civil en El Salvador, por lo que se le dio la victoria de 2-0 al seleccionado salvadoreño.
Hubo un empate sin goles ante Guatemala y posteriormente chocaron ante Honduras, ganando en San Salvador 2-1 y perdiendo en Tegucigalpa 2-0. En diciembre, nuevamente tuvieron un empate 0-0, esta vez contra Costa Rica y con una reñida victoria ante Guatemala por la mínima, calificando como segundos en la Zona de Centroamérica por diferencia de gol de +7, tres menos que el primero Honduras.
El Salvador siguió su ruta, jugando el Campeonato de Naciones de Honduras 1981, efectuándose los partidos en el Estadio Nacional de Tegucigalpa. El 2 de noviembre de 1981, fueron derrotados por Canadá, pero cuatro días después, lograron ganarle a México con un solitario gol de Ever Hernández a nueve minutos del final.
Después del histórico triunfo, vinieron dos tensos empates, ante Cuba y la anfitriona Honduras. En el último encuentro, el 19 de noviembre, ganaron 1-0 ante Haití con tanto de Norberto Huezo por la vía penal, logrando el segundo puesto y la segunda clasificación para la Copa Mundial, siendo la primera en México 1970.

## Sistema de juego
Los equipos se dividieron en tres zonas atendiendo a consideraciones geográficas. En cada zona se clasificarían dos equipos, hasta formar una ronda final compuesta por una liguilla de seis equipos disputada bajo la modalidad de "todos contra todos".
Los dos primeros obtenían el pase al Mundial. Todos los partidos de esta fase final coincidirían con el Campeonato de Naciones 1981.

## Sede
| San Salvador      |
| ----------------- |
| Estadio Cuscatlán |
| Capacidad: 40 000 |
|                   |

## Jugadores
| #    | Posición                  | Nombre                    | Club                      |
| ---- | ------------------------- | ------------------------- | ------------------------- |
| 1    | Portero                   | Luis Guevara Mora         | Platense Municipal        |
| 2    | Portero                   | Carlos Rivera             | Independiente             |
| 3    | Portero                   | Julio Eduardo Hernández   | Santiagueño               |
| 4    | Defensa                   | Mario Castillo            | Santiagueño               |
| 5    | Defensa                   | Alfredo Rivera            | Atlético Marte            |
| 6    | Defensa                   | José Francisco Jovel      | Águila                    |
| 7    | Defensa                   | Carlos Recinos            | FAS                       |
| 8    | Defensa                   | Francisco Osorto          | Santiagueño               |
| 9    | Defensa                   | Miguel Díaz Arévalo       | Chalatenango              |
| 10   | Defensa                   | Jaime Rodríguez           | Bayer Uerdingen           |
| 11   | Defensa                   | Mauricio Alfaro           | Platense Municipal        |
| 12   | Centrocampista            | Ramón Fagoaga             | Atlético Marte            |
| 13   | Centrocampista            | Juan Quinteros            | Santiagueño               |
| 14   | Centrocampista            | José Luis Rugamas         | Atlético Marte            |
| 15   | Centrocampista            | Joaquín Ventura           | Santiagueño               |
| 16   | Centrocampista            | Miguel González           | Atlético Marte            |
| 17   | Delantero                 | Silvio Aquino             | Alianza                   |
| 18   | Delantero                 | Norberto Huezo            | Atlético Marte            |
| 19   | Delantero                 | Jorge González            | FAS                       |
| 20   | Delantero                 | Mauricio Quintanilla      | Xelajú                    |
| 21   | Delantero                 | José Escamilla            | Santiagueño               |
| 22   | Delantero                 | Ever Hernández            | Santiagueño               |
| 23   | Delantero                 | Oscar Gustavo Guerrero    | Independiente             |
| 24   | Delantero                 | Antonio Infantozzi        | Atlético Marte            |
| 25   | Delantero                 | Luis Zapata               | Platense                  |
| Ent. | Mauricio Alonso Rodríguez | Mauricio Alonso Rodríguez | Mauricio Alonso Rodríguez |

## Resultados

### Primera ronda
| Equipo      | Pts. | PJ | PG | PE | PP | GF | GC | Dif |
| ----------- | ---- | -- | -- | -- | -- | -- | -- | --- |
| Honduras    | 12   | 8  | 5  | 2  | 1  | 15 | 5  | 10  |
| El Salvador | 12   | 8  | 5  | 2  | 1  | 12 | 5  | 7   |
| Guatemala   | 9    | 8  | 3  | 3  | 2  | 10 | 2  | 8   |
| Costa Rica  | 6    | 8  | 1  | 4  | 3  | 6  | 10 | -4  |
| Panamá      | 1    | 8  | 0  | 1  | 7  | 3  | 24 | -21 |

| 24 de agosto de 1980 | Panamá      | 1:3 (1:1) | El Salvador                          | Estadio Revolución, Ciudad de Panamá                       |                                                            |
|                      | Paschal 19' |           | Rivas 16' · Huezo 75' · González 82' | Asistencia: 3 547 espectadores Árbitro(s): Frederick Hoyte | Asistencia: 3 547 espectadores Árbitro(s): Frederick Hoyte |

| 5 de octubre de 1980 | El Salvador                      | 4:1 (2:1) | Panamá       | Estadio Cuscatlán, San Salvador                              |                                                              |
|                      | González 29' 61' 77' · Rivas 35' |           | Montillo 27' | Asistencia: 33 005 espectadores Árbitro(s): Werner Winsemann | Asistencia: 33 005 espectadores Árbitro(s): Werner Winsemann |

| 26 de octubre de 1980 | El Salvador | 2:0 | Costa Rica | Estadio Cuscatlán, San Salvador                               |  |
| |             |     |            | Asistencia: 2 000 espectadores Árbitro(s): Domingo de la Mora |  |
| Costa Rica no se presentó al juego al "no tener suficientes garantías de seguridad", ante la guerra civil en ese país, por lo que se le dio la victoria de 2-0 al seleccionado local. Primera victoria de El Salvador ante Costa Rica en la historia de la clasificación para la Copa Mundial. |             |     |            |                                                               |  |

| 9 de noviembre de 1980 | Guatemala | 0:0 | El Salvador | Estadio Mateo Flores, Ciudad de Guatemala               |  |
|                        |           |     |             | Asistencia: 42 453 espectadores Árbitro(s): David Socha |  |

| 23 de noviembre de 1980 | El Salvador                | 2:1 (1:0) | Honduras     | Estadio Cuscatlán, San Salvador                           |                                                           |
|                         | González 9' · Guerrero 66' |           | Figueroa 85' | Asistencia: 40 851 espectadores Árbitro(s): Rolando Fusco | Asistencia: 40 851 espectadores Árbitro(s): Rolando Fusco |

| 30 de noviembre de 1980 | Honduras       | 2:0 (1:0) | El Salvador | Estadio Nacional, Tegucigalpa                                   |                                                                 |
|                         | Bailey 23' 66' |           |             | Asistencia: 38 979 espectadores Árbitro(s): Antonio Evangelista | Asistencia: 38 979 espectadores Árbitro(s): Antonio Evangelista |

| 10 de diciembre de 1980 | Costa Rica | 0:0 | El Salvador | Estadio Ricardo Saprissa, San José                             |  |
|                         |            |     |             | Asistencia: 3 284 espectadores Árbitro(s): Mario Rubio Vázquez |  |

| 21 de diciembre de 1980 | El Salvador | 1:0 (0:0) | Guatemala | Estadio Cuscatlán, San Salvador                             |                                                             |
|                         | Huezo 49'   |           |           | Asistencia: 22 813 espectadores Árbitro(s): Gino D'Ippolito | Asistencia: 22 813 espectadores Árbitro(s): Gino D'Ippolito |

Clasificaron a la ronda final:
- Honduras
- El Salvador

### Ronda final
| Equipo      | Pts. | PJ | PG | PE | PP | GF | GC | Dif |
| ----------- | ---- | -- | -- | -- | -- | -- | -- | --- |
| Honduras    | 8    | 5  | 3  | 2  | 0  | 8  | 1  | 7   |
| El Salvador | 6    | 5  | 2  | 2  | 1  | 2  | 1  | 1   |
| México      | 5    | 5  | 1  | 3  | 1  | 6  | 3  | 3   |
| Canadá      | 5    | 5  | 1  | 3  | 1  | 6  | 6  | 0   |
| Cuba        | 4    | 5  | 1  | 2  | 2  | 4  | 8  | -4  |
| Haití       | 2    | 5  | 0  | 2  | 3  | 2  | 9  | -7  |

| 2 de noviembre de 1981 | Canadá         | 1:0 (0:0) | El Salvador | Estadio Nacional, Tegucigalpa                                             |                                                                           |
|                        | Stojanović 90' |           |             | Asistencia: 31 570 espectadores Árbitro(s): César Humberto Pagano Trucios | Asistencia: 31 570 espectadores Árbitro(s): César Humberto Pagano Trucios |

| 6 de noviembre de 1981 | México | 0:1 (0:0) | El Salvador   | Estadio Nacional, Tegucigalpa                                    |                                                                  |
|                        |        |           | Hernández 81' | Asistencia: 33 237 espectadores Árbitro(s): José de Assis Aragão | Asistencia: 33 237 espectadores Árbitro(s): José de Assis Aragão |

| 11 de noviembre de 1981 | El Salvador | 0:0 | Cuba | Estadio Nacional, Tegucigalpa                           |  |
|                         |             |     |      | Asistencia: 22 774 espectadores Árbitro(s): David Socha |  |

| 16 de noviembre de 1981 | Honduras | 0:0 | El Salvador | Estadio Nacional, Tegucigalpa                                           |  |
|                         |          |     |             | Asistencia: 39 882 espectadores Árbitro(s): Luis Paulino Siles Calderón |  |

| 19 de noviembre de 1981 | Haití | 0:1 (0:1) | El Salvador      | Estadio Nacional, Tegucigalpa                             |                                                           |
|                         |       |           | Huezo 28' (pen.) | Asistencia: 16 826 espectadores Árbitro(s): Osmond Downer | Asistencia: 16 826 espectadores Árbitro(s): Osmond Downer |

| Bandera de Honduras | Bandera de El Salvador |
| Honduras            | El Salvador            |
| Campeón 1.° título  | Segundo puesto         |

## Resultado final
| El Salvador                          |
| Clasificado                          |
|                                      |
| Segunda participación (1970 y 1982.) |

## Estadísticas

### Clasificación general
| Pos. | Selección             | Pts. | PJ | PG | PE | PP | GF | GC | Dif | Rend. |
| ---- | --------------------- | ---- | -- | -- | -- | -- | -- | -- | --- | ----- |
| 1    | Honduras              | 20   | 13 | 8  | 4  | 1  | 23 | 6  | 17  | 76.9% |
| 2    | El Salvador           | 18   | 13 | 7  | 4  | 2  | 14 | 6  | 8   | 69.2% |
| 3    | Cuba                  | 11   | 9  | 4  | 3  | 2  | 11 | 8  | 3   | 61.1% |
| 4    | Canadá                | 10   | 9  | 2  | 6  | 1  | 10 | 9  | 1   | 55.6% |
| 5    | Guatemala             | 9    | 8  | 3  | 3  | 2  | 10 | 2  | 8   | 56.3% |
| 6    | México                | 9    | 9  | 2  | 5  | 2  | 14 | 8  | 6   | 50%   |
| 7    | Haití                 | 7    | 9  | 2  | 3  | 4  | 6  | 11 | -5  | 38.9% |
| 8    | Costa Rica            | 6    | 8  | 1  | 4  | 3  | 6  | 10 | -4  | 37.5% |
| 9    | Surinam               | 5    | 4  | 2  | 1  | 1  | 5  | 3  | 2   | 62.5% |
| 10   | Trinidad y Tobago     | 4    | 4  | 1  | 2  | 1  | 1  | 2  | -1  | 50%   |
| 11   | Guyana                | 4    | 6  | 2  | 0  | 4  | 8  | 13 | -5  | 33.3% |
| 12   | Antillas Neerlandesas | 3    | 4  | 0  | 3  | 1  | 1  | 2  | -1  | 37.5% |
| 13   | Estados Unidos        | 3    | 4  | 1  | 1  | 2  | 4  | 8  | -4  | 37.5% |
| 14   | Panamá                | 1    | 8  | 0  | 1  | 7  | 3  | 24 | -21 | 6.3%  |
| 15   | Granada               | 0    | 2  | 0  | 0  | 2  | 4  | 8  | -4  | 0%    |

### Goleadores
| Jugador                |   | PJ |
| ---------------------- | - | -- |
| Mágico González        | 5 | 11 |
| Norberto Huezo         | 3 | 12 |
| José María Rivas       | 2 | 7  |
| Oscar Gustavo Guerrero | 1 | 4  |
| Ever Hernández         | 1 | 8  |